# Acid organic
Un acid organic este un compus organic care este un acid. Majoritatea exemplelor de acizi organici sunt acizi carboxilici, a căror aciditate provine de la grupa carboxil -COOH. Alte grupe pot cauza de asemenea aciditate slabă: grupa hidroxil -OH (pentru alcooli și enoli), grupa sulfhidril -SH (pentru tioli), -OSO3H (acizii sulfonici: acid para-toluensulfonic, acid metilsulfonic etc.), grupa fenolilor.
Exemple de acizi organici:
- acid acetic
- acid formic
- acid citric
- acid oxalic